# Чи є життя на Марсі?
Чи є життя на Марсі? — український документальний фільм режисера Володимира Хмельницького.

## Про фільм
Цей фільм зовсім не про планету Марс, і тим більш, як це було б не парадоксально виходячи з назви, не про життя на Марсі. Про життя в Україні. Розповідь про життєлюбних оптимістів — жителів села на Чернігівщині з красномовною назвою Марс. Про їх марсіанський побут, проблеми і радощі.